# Wyżnia Białowodzka Przełączka
Wyżnia Białowodzka Przełączka (słow. Vyšná Bielovodská štrbina, ok. 1970 m) – trawiasta  przełączka w masywie Młynarza w słowackich Tatrach Wysokich. Znajduje się we wschodniej grani Wielkiego Młynarza, pomiędzy jego południowo-wschodnim wierzchołkiem (ok. 2090 m) a wierzchołkiem Młynarki (ok. 2010 m). Wierzchołek Młynarza opada na przełączkę pionowym uskokiem, ku Młynarce natomiast wznosi się lekko pochylona grań.
Na siodło Wyżniej Białowodzkiej Przełączki nie prowadzą żadne znakowane szlaki turystyczne. Dla taterników najłatwiejsza droga prowadzi od Ciężkiego Stawu do Młynarzowej Ławki, nią do Żlebu Ascety, ze żlebu krótki trawers na przełączkę. Jest to jednak zamknięty dla turystów i taterników obszar ochrony ścisłej.
Pierwszego wejścia turystycznego na Wyżnią Białowodzką Przełączkę dokonali Jan Humpola i Mieczysław Świerz 14 lipca 1924 roku.

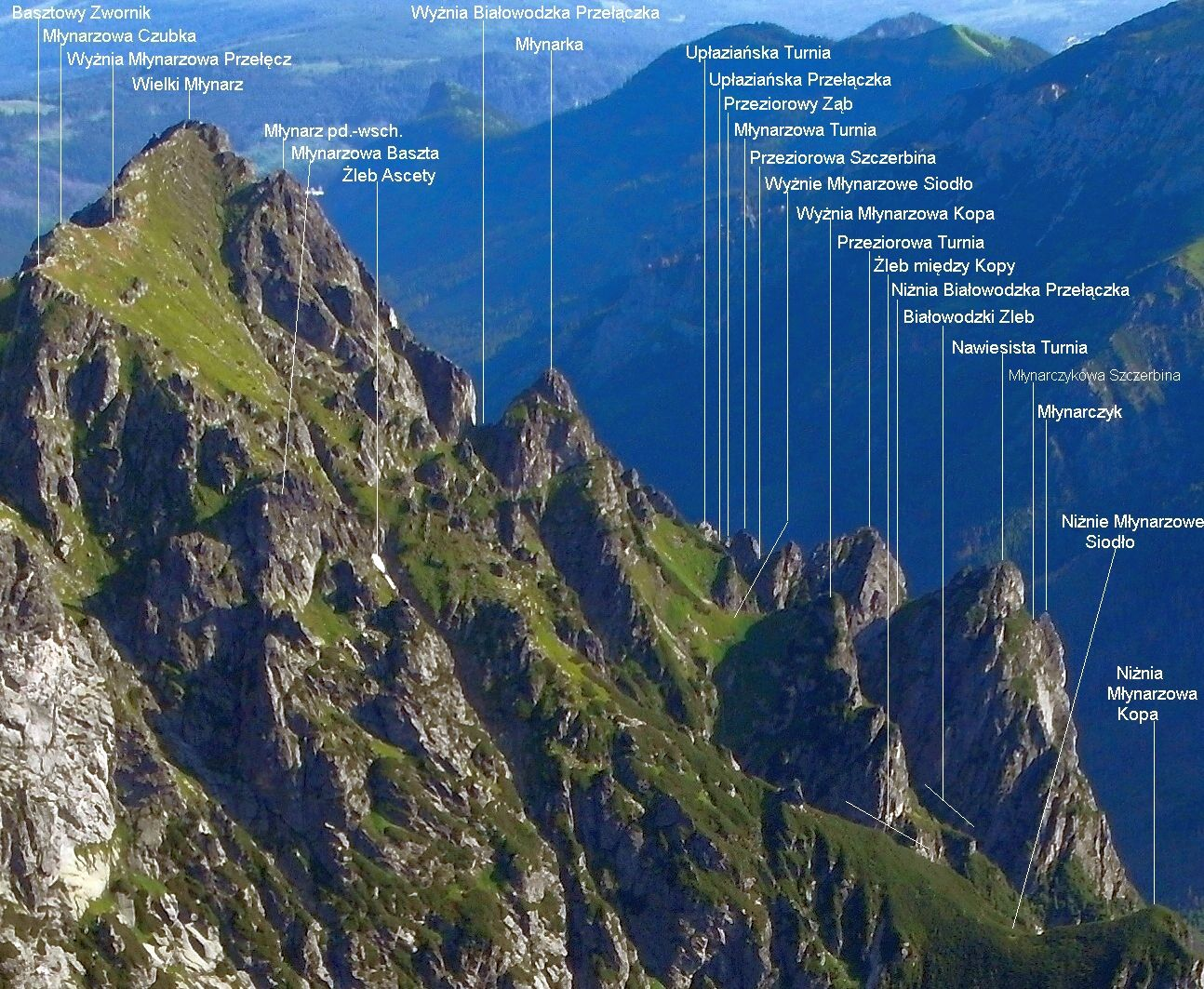
Widok z Ganku